# 4127 Kyogoku
A 4127 Kyogoku (ideiglenes jelöléssel 1988 BA2) a Naprendszer kisbolygóövében található aszteroida. Ueda Szeidzsi és Kaneda Hirosi fedezte fel 1988. január 25-én.